# Rodzina Postków
Rodzina Postków – polska rodzina ze Stoczka zaangażowana podczas II wojny światowej w pomoc Żydom.

## Rodzina
Stanisław Postek urodził się 15 października 1882 w Miedniku, zmarł 8 grudnia 1943 w KL Auschwitz. Jego żona Julianna z d. Pietrak urodziła się w 1891, zmarła 5 września 1943 w Stoczku. Mieli dziewięcioro dzieci: Henryka, Wacława, Franciszka (ur. 8 czerwca 1927 w Stoczku), Jerzego (ur. 22 listopada 1932 w Stoczku), Józefa (ur. 28 maja 1922 w Stoczku), Cecylii (ur. 30 kwietnia 1930 w Stoczku), Marianny (ur. 24 marca 1915 w Miedniku) oraz Zofii. Najstarszy syn, Kazimierz ożenił się jeszcze przed wojną i zamieszkała odrębnie w Stoczku. Stanisław Postek prowadził gospodarstwo rolne, był także gajowym. Dom Postków uległ zniszczeniu w wyniku działań wojennych we wrześniu 1939, nowy budynek postawiono w 1941 r.

## Pomoc Żydom
Pierwsze osoby pochodzenia żydowskiego schroniły się u Postków na przełomie czerwca/lipca 1942. Byli to kobieta i dwóch mężczyzn, uciekinierzy z warszawskiego getta, dawni znajomi Stanisława. Gospodarze udzielili im schronienia w piwnicy budynku spalonego w 1939. Miejsce to było nazywane „bunkrem” leżało nie dalej niż 100 m od nowego domu. W sierpniu 1942 dołączył do nich Żyd ze Stoczka, Hajkiel (prawdopodobnie noszący nazwisko Zieleniec i zajmujący się handlem mąką), a zaraz po nim dwoje nieznanych z imienia trzydziestolatków. Cała trójka uciekła z transportu do obozu zagłady w Treblince. Później Postkowie dali schronienie jeszcze kilku osobom. Ostatnimi, które się u nich schroniły, była pochodząca prawdopodobnie ze Stoczka rodzina Majorków: dwóch lub trzech braci (obaj w wieku ok. 25 lat) wraz z 20-letnią siostrą i jej dzieckiem. Działo się to już po buncie więźniów w Treblince w sierpniu 1943. Byli oni ukrywani wykopanej w stodole jamie. Łącznie w tym czasie gospodarze ukrywali do 18 osób.
W pomoc prześladowanym aktywnie włączali się dorośli synowie Postków. Żywność ukrywającym się przynosił nocą Stanisław, czasem zdarzało, się, że także Franciszek, Henryk lub Wacław. Postkowie zakazali swoim podopiecznym wychodzenia podczas bezchmurnych nocy, a na dzień zamykali piwnice, by uniknąć odkrycia.

## Represje za pomoc Żydom
Rano 5 września 1943 gospodarstwo Postków zostało otoczone przez niemieckich żandarmów, wśród których prawdopodobnie byli również członkowie gestapo. W tym czasie w domu byli Stanisław, Julianna oraz ich trzech synów Franciszek, Wacław i Henryk.
Po odnalezieniu pierwszej kryjówki kazali wszystkim Żydom wyjść, a następnie zaprowadzili ich w głąb lasu, gdzie nastąpiło rozstrzelanie. Następnie powrócili i kontynuowali przeszukanie. Kolejnych znalezionych Żydów Niemcy rozstrzelali na terenie gospodarstwa. Ciała nakazano pochować mieszkającym w pobliżu chłopom.
Następnie Niemcy aresztowali Stanisława wraz z dwoma synami Wacławem i Henrykiem. Zostali oni przewiezieni na posterunek żandarmerii w Stoczku, a następnie do Warszawy na Pawiak. Stanisław został po kilku dniach wywieziony do KL Auschwitz, gdzie zmarł 8 grudnia 1943. Wacława i Henryka Postków wypuszczono w końcu października 1943. Powrócili oni do rodzinnego gospodarstwa, jednak po kilku miesiącach, w czerwcu 1944, Niemcy ponownie ich aresztowali. Do dziś nie ustalono ich dalszych losów.
Po przewiezieniu mężczyzn na posterunek wczesnym wieczorem Niemcy wrócili i na podwórku gospodarstwa zakatowali Juliannę Postek, bijąc ją kijami. Miała to być kara „za pieczenie chleba Żydom”. Następnego dnia jej ciało zostało pochowane przez sąsiada Postków, obecnie spoczywa na miejscowym cmentarzu.
Pozostałe dzieci w czasie obławy przebywały poza domem. Cecylia razem z młodszym bratem Jerzym byli w szkole, natomiast Maria i Zofia zbierały grzyby. Po tym jak dowiedziały się, co się stało, udały się do dalszej rodziny, gdzie uzyskały tymczasowe schronienie.

## Upamiętnienie
Od końca lat 80. rodzina za pośrednictwem Głównej Komisji Badania Zbrodni Hitlerowskich w Polsce czyniła starania o przyznanie pośmiertnie honorowego tytułu „Sprawiedliwy wśród Narodów Świata” Stanisławowi i Juliannie Postkom.
30 czerwca 2019 w Stoczku w ramach prowadzonego przez Instytut Pileckiego projektu „Zawołani po imieniu” odsłonięto tablicę upamiętniającą Juliannę, Stanisława, Henryka i Wacława Postków. W uroczystości wzięła udział m.in. wiceminister kultury Magdalena Gawin.